# Dekanat zwoleński
Dekanat zwoleński – jeden z 29 dekanatów w rzymskokatolickiej diecezji radomskiej. 

## Parafie
- Parafia św. Wojciecha w Górze Puławskiej
- Parafia św. Stanisława Biskupa i św. Małgorzaty w Janowcu
- Parafia Niepokalanego Poczęcia Najświętszej Maryi Panny w Jasieńcu Soleckim
- Parafia Przemienienia Pańskiego w Kazanowie Iłżeckim
- Parafia św. Floriana w Łagowie Kozienickim
- Parafia Matki Bożej Fatimskiej w Ługach
- Parafia Matki Bożej Częstochowskiej w Przyłęku
- Parafia św. Jana Chrzciciela w Tczowie
- Parafia św. Józefa Oblubieńca w Zarzeczu
- Parafia Podwyższenia Krzyża Świętego w Zwoleniu
- Parafia Zesłania Ducha Świętego w Zwoleniu